# Walter de Guisborough
Walter de Guisborough (Walter de Gisburn, Walter de Hemingburgh ou Walterus Gisburnensis) est un chroniqueur anglais du XIVe siècle. Chanoine régulier de saint Augustin, il a vécu au prieuré de Gisborough dans le Yorkshire. Il est parfois confondu avec Walter Hemingford, un chroniqueur du XIVe siècle ayant rédigé en latin.

## La Chronique de Walter de Guisborough
Sa chronique, The Chronicle of Walter of Guisborough (aussi publiée sous les titres Chronicle of Walter of Hemingford ou de Hemingburgh) relate l'histoire de l'Angleterre depuis la conquête normande de l'Angleterre en 1066 jusqu'à la 19e année du roi Édouard III ; les années 1316-1326 ne sont pas décrites. L'ouvrage se termine sur un chapitre jamais amorcé, portant sur la bataille de Crécy (1346) (peut-être que le chroniqueur est mort avant d'avoir reçu les informations nécessaires). Des parties de l'ouvrage sont peut-être apocryphes.
Pour la première partie, il se serait inspiré des récits de Eadmer, Roger de Hoveden, Henri de Huntingdon et William de Newburgh. Le récit des règnes des rois Édouard Ier, Édouard II et Édouard III est original, rédigé à partir d'observations personnelles et d'informations glanées ailleurs. Plusieurs copies de l'ouvrage original existent, la meilleure étant probablement celle remise par le comte d'Arundel au College of Arms.
L'ouvrage, correct et pertinent, est rédigé dans un style agréable. Quelques aspects le distinguent des autres chroniques retranscrites : la reproduction des grandes chartes, elle a suppléé aux manques d'autres chroniques et elle a éclairci des points obscurs abordés dans d'autres chroniques.
Les trois premiers livres ont été publiés par Thomas Gale en 1687, dans son Historiae Anglicanae scriptores quinque. Les autres livres ont été publiés par Thomas Hearne en 1731. La première partie a été de nouveau publiée en 1848 par l'English Historical Society, sous le titre Chronicon Walteri de Hemingburgh, vulgo Hemingford nuncupati, de gestis regum Angliae (sous la supervision de H. C. Hamilton).